# Colegio Nacional de Periodistas (Venezuela)
El Colegio Nacional de Periodistas (CNP) de Venezuela es un cuerpo colegiado que se encarga de velar por el cumplimiento de la Ley de Ejercicio del Periodismo de ese país, así como su reglamento y el Código de Ética del periodista venezolano. De igual manera el Colegio Nacional de Periodistas tiene carácter legal vinculado a la carrera de periodista en Venezuela, ya que está establecido en la Ley de Ejercicio del Periodismo de 1995 (vigente) que los únicos autorizados para utilizar el título de Periodista Profesional (además de haber culminado sus estudios), son los que estén inscritos en dicho colegio y en el Instituto de Previsión Social del Periodista (IPSP), ente con el cual trabaja en conjunto para tratar todo lo referente a las reivindicaciones sociales de los periodistas venezolanos. El CNP es una corporación de derecho público amparada por el Estado, pero que goza de total autonomía, el CNP está dotado de personalidad jurídica y patrimonio propio, que es distinto al del Fisco Nacional Venezolano.

## Historia
El Colegio Nacional de Periodistas de Venezuela surge como sustitución de la Asociación Venezolana de Periodistas (AVP), y nace con el objetivo de hacer cumplir la Ley de Ejercicio del Periodismo de 1972. La antigua AVP era una forma de organización gremial de los periodistas venezolanos que funcionó hasta 1973.
En el año de 1967 la Directiva Nacional de la AVP se trazó como objetivo luego de una larga campaña nacional, lograr la aprobación y promulgación de la Ley de Ejercicio del Periodismo, por la cual los periodistas venezolanos venían luchando desde el año 1946. Luego de numerosas conversaciones con los representantes de los distintos partidos políticos que hacían vida en el país en esa época, se logró la formación de una comisión mixta integrada por parlamentarios y periodistas para reestructurar el anteproyecto que reposaba en el senado venezolano desde el año 1967. Finalmente en el año de 1972, una comisión integrada por los congresistas Héctor Mujica (PCV), Jaime Lusinchi (AD), Oscar Carvallo (MEP), Omar Rumbos (URD), y Juan José Rachadel (COPEI) junto con los periodistas Eleazar Díaz Rangel, Pedro Manuel Vásquez, Gilberto Alcalá, Carlos Jaén y Santiago Betancourt Infante, fue la encargada de trabajar en la elaboración definitiva del Proyecto.
Finalmente el nacimiento del CNP llegó de la mano de la Ley de Ejercicio Profesional la cual aprobó el senado de la República de Venezuela el 4 de agosto de 1972 y 19 días más tarde el presidente Rafael Caldera firmó el ejecútese en presencia de los directivos de la AVP. Posteriormente el presidente Carlos Andrés Pérez firmaría el Reglamento el 27 de junio de 1975.
Se crea una Comisión Promotora del Colegio integrada por  Héctor Mujica, Pedro Manuel Vásquez, Carlos Jaén, Gustavo Aguirre, Luis Guevara Manosalva, Juan Chinea, Antonio Márquez Morales, Omar Vera López, Alberto Ancizar Mendoza, Efrén Sojo, José Colombani y Luis Felipe Bellorín. El 9 de marzo de 1976 (tres años después de la promulgación de la ley) sale finalmente en la Gaceta Oficial, el Registro Nacional de miembros del Colegio Nacional de Periodistas, integrado por un total de 2.840 periodistas, que quedan colegiados oficialmente.
La Comisión Electoral fijo el 18 de junio de 1976 para celebrar las elecciones, entre periodistas de todo el país se reunieron para elegir la primera Junta Directiva Nacional. Ese día también se eligieron las juntas directivas de cada una de las seccionales que lo conforman.
Se inscribieron cuatro (4) planchas, las cuales representaban sectores políticos, gremiales y personalidades independientes que militan en la Asociación Venezolana de Periodistas (AVP).Dentro de los postulados estuvieron Héctor Mujica por el Movimiento de Lucha Gremial (MLG) y los partidos PCV, MEP, Luis Felipe Bellorín por el Bloque de Prensa Gremialista (BPG), Eleazar Díaz Rangel por el Movimiento Prensa Libre (MPL), y Omar Pérez por AD. En dichas elecciones resultó como ganador Héctor Mujica, quedando en la historia como el primer presidente del CNP.
La junta directiva para el periodo 1976-1978 quedó conformada por: Héctor Mujica, Jesús Romero Anselmi, Angel Higuerey Espinoza, Nicolás Hernández, Rigoberto Barrientos y Humberto Boscán. El tribunal disciplinario quedó integrado por Nelson Arellano, Salvador Sánchez y J. A. Rodríguez Silvera. Efectuadas las elecciones, la junta directiva se posesionó el 25 de junio, y el domingo 27 celebraron el Día del Periodista, el primero como Colegio Nacional,  ya que desde 1965 se celebraba por la anterior AVP.

## Funcionamiento
Se rige fundamentalmente por la Ley de Ejercicio del Periodismo publicada en Gaceta Oficial N° 4.883 extraordinaria de la República de Venezuela el 31 de marzo de 1995 y su reglamento, de igual forma los periodistas que lo integran deben regirse por el Código de Ética del Periodista Venezolano.
El CNP está estructurado como una organización de carácter nacional, cuya máxima autoridad es la Convención Nacional del Colegio Nacional de Periodistas. Asimismo, cuenta con una Junta Directiva Nacional, un Secretariado Nacional y un Tribunal Disciplinario Nacional. Junto con el Colegio Nacional, en todo el país funcionan 26 seccionales con directivas que son elegidas en procesos democráticos, regidas según lo establecido en la Ley de Ejercicio del Periodismo, así como por el Código de Ética del Periodista. También existe el funcionamiento de Círculos especializados de periodistas, tales como los de periodistas deportivos, periodistas hípicos, reporteros gráficos y de periodismo científico y periodismo militar los cuales cuentan con sus respectivas juntas directivas.

## Estructura organizativa
De acuerdo al capítulo II de la Ley de Ejercicio del Periodismo, el CNP se organiza de la siguiente manera:
- Convención Nacional: está integrada por la Junta Directiva Nacional, el Tribunal Disciplinario Nacional, la Junta Directiva de las Seccionales regionales y los delegados electos por las seccionales.[15]

- Secretariado Nacional: está integrado por los miembros de la Junta Directiva Nacional, el Tribunal Disciplinario Nacional y los Secretarios Generales de las Seccionales regionales.[16]

- Junta Directiva Nacional está integrada la Presidencia, la Vicepresidencia, una Secretaría General, una Secretaría de Organización, una Secretaría de Finanzas, una Secretaría de Relaciones, una Secretaría de Asuntos Profesionales, una Secretaría de Mejoramiento Profesional y Cultura, una Secretaría de Comunicaciones y Publicaciones, una Secretaría de Documentación y Actas y una Secretaría de Deporte, cada secretaría con su respectivo suplente.[17]

- Tribunal Disciplinario Nacional: está integrado por siete (7) miembros principales y sus respectivos suplentes.[18]

## Seccionales regionales
Seccionales que conforman el Colegio Nacional de Periodistas de Venezuela.
| - Seccional Anzoátegui - Seccional Apure - Seccional Aragua - Seccional Barinas - Seccional Bolívar - Seccional Carabobo - Seccional Ciudad Guayana - Seccional Cojedes - Costa oriental del lago | - Seccional Distrito Federal - Seccional El Tigre - Seccional Falcón - Seccional Guárico - Seccional Lara - Seccional Mérida - Seccional Miranda - Seccional Monagas - Seccional Nueva Esparta | - Seccional Paraguaná - Seccional Portuguesa - Seccional Sucre - Seccional Táchira - Seccional Trujillo - Seccional Yaracuy - Seccional Vargas - Seccional Zulia |

## Presidentes
La presidencia del Colegio Nacional de Periodistas de Venezuela se elige cada dos años, sin embargo existió un periodo de 1998 a 2008 en el cual no se realizaron elecciones.
| Presidente                  | Período   |
| --------------------------- | --------- |
| Héctor Mujica               | 1976-1978 |
| Pedro Francisco Lizardo     | 1978-1980 |
| Gilberto Alcalá             | 1980-1982 |
| Gilberto Alcalá             | 1982-1984 |
| Carlos Jaén                 | 1984-1986 |
| Domingo Eduardo Viña        | 1986-1988 |
| Luis Vezga Godoy            | 1988-1990 |
| Santiago Betancourt Infante | 1990-1992 |
| Eduardo Orozco              | 1992-1994 |
| Eduardo Orozco              | 1994-1996 |
| Manuel Isidro Molina        | 1996-1998 |
| Levy Benshimol Rodríguez    | 1998-2008 |
| Willian Echeverria          | 2008-2010 |
| Silvia Alegrett             | 2010-2012 |
| Tinedo Guía                 | 2013-2015 |

## Revista "El Periodista"
En junio de 2016 un grupo de Periodistas rescata y digitaliza 45 ediciones de la revista El Periodista, en la cual, está documentada la historia del gremio desde el año 1967.